# Margaret Michaelis
Margaret Michaelis (ur. 9 kwietnia 1902 w Dzieditz, zm. 10 października 1985 w Melbourne) – austriacko-australijska fotograficzka polsko-żydowskiego pochodzenia.

## Życiorys
Margarethe Gross urodziła się 6 kwietnia 1902 w Dzieditz (dzisiejsze Czechowice-Dziedzice) w pobliżu Bielska w ówczesnych Austro-Węgrzech, jej rodzicami byli Heinrich Gross (lekarz medycyny) i Fanni Gross (z domu Robinsohn). W latach 1918–21 studiowała w Wiedniu w Graphische Lehr-und Versuchsanstalt. Po ukończeniu studiów pracowała jako fotograficzka w Studio d’Ora, a od 1922 w Grete Kolliner Atelier Für Porträt Photographie, gdzie pozostała przez pięć lat. W późniejszym czasie pracowała w Berlinie w Binder Photographie i w Pradze w studiu Fotostyle.  d 1929 pracowała w Berlinie w studiach Atelier K. Schenker i Suse Byk Atelier Für Photographische Porträts and Photos Winterfeld, ale była także okresowo niezatrudniona.
2 października 1933 poślubiła Rudolfa Michaelisa, niemieckiego konserwatora zabytków i aktywnego działacza anarchistycznego. Po przejęciu władzy przez partię nazistowską, obydwoje zostali aresztowani, a jej mąż był więziony. Po wypuszczenia go z więzienia w 1933 małżeństwo uciekło do Hiszpanii, gdzie rozwiedli się w 1937 po wcześniejszej separacji w 1934.
W Barcelonie Michaelis otworzyła własne studio fotograficzne Foto-elis i współpracowała z grupą progresywnych katalońskich architektów pod przewodnictwem Josepa Lluisa Serta. Jej fotografie pokazujące ówczesną Barcelonę były publikowane, często anonimowo, w magazynach A.C. i D’Ací i d’Allà. Po wybuchu hiszpańskiej wojny domowej pracowała po stronie antyfaszystowskiej, jej fotografie były publikowane przez Comisariado de propaganda, między innymi w magazynie Nova Iberia.
W 1937 Michaelis otrzymała niemiecki paszport, opuściła Barcelonę i udała się do Bielska przez Francję.  Przebywając w Polsce odwiedziła Kraków, gdzie zrobiła serię zdjęć na żydowskim Kazimierzu.  W grudniu 1938 otrzymała brytyjską wizę pozwalającą jej na pracę w Wielkiej Brytanii, gdzie pracowała jako pomoc domowa, do czasu kiedy otrzymała wizę pozwalającą jej na emigrację do Australii. Do Sydney dotarła 2 września 1939.
W Sydney pracowała początkowo jako pomoc domowa, a w późniejszym czasie powróciła do jej poprzedniego zawodu. W tym czasie zmieniła imię na bardziej angielskie Margaret. Specjalizowała się w zdjęciach portretowych, szczególnie Żydów i artystów - sportretowała między innymi pisarkę Cyntię Ree, rzeźbiarza Lyndona Dadswella i członków grupy baletowej Bodenwieser Ballet.
W 1941 została członkinią Professional Photographers’ Associations of New South Wales and Australia i była jedyną kobietą należącą do Institute of Photographic Illustrators.
W czasie II wojny światowej Michaelis jako emigrantka niemieckiego pochodzenia była inwigilowana przez australijskie służby specjalne, ale kontynuowała pracę i w 1945 przyznano jej obywatelstwo australijskie.
Fotografie Michaelis zostały opublikowane w magazynie Australia and in Australian Photography 1947.
W 1952 Michaelis zamknęła swoje studio z powodów problemów ze wzrokiem. Po zamknięciu studia przez dwa lata pracowała jako sekretarka Richarda Hausera i Hephzibah Menuhina.
3 marca 1960 poślubiła Alberta George’a Sachsa i przez następne lata pracowała w jego fabryce.
W 1981 prace Michaelis stanowiły część objazdowej wystawy Australian Women Photographers 1840-1960.
Zmarła 16 października 1985 w Melbourne.
W 1987 i 2005 fotografie Michaelis wystawiono w poświęconych jej retrospekcjach w National Gallery of Australia w Canberze i w 1988 w Institut Valencià d'Art Modern. Fotografie Michaelis stanowią także część stałych ekspozycji w National Gallery of Australia i Arxiu Històric del Col·legi d'Arquitectes de Catalunya w Barcelonie.

## Styl
Michaelis specjalizowała się w fotografii dokumentalnej, portretowej i tanecznej.
Wiele europejskich zdjęć Michaelis przedstawiało życie codzienne, fotografie artystki zachęcały do progresywnej, postępowej krytyki socjalnej. W jej okresie hiszpańskim artystka koncentrowała się na zdjęciach plenerowych, przedstawiające osoby w różnych sytuacjach towarzyskich.
W Australii zajmowała się głównie fotografią portretową, jej głównymi klientami byli żydowscy emigranci i artyści.
Michaelis używała głównie naturalnego światła i naturalistycznego pozowania do przedstawienia psychologicznego stanu osób które portretowała.
Portrety Michaelis były chwalone za jej umiejętność uchwycenia wewnętrznego charakteru i unikalności jej modeli, a nie tylko ich fizycznego wyglądu. Znakomitym przykładem stylu Michaelis jest wykonany przez nią portret Cynthi Nolan.